# Disperse Violet 17
Disperse Violet 17 ist ein Anthrachinonfarbstoff aus der Gruppe der Dispersionsfarbstoffe.

## Darstellung
Zur Darstellung des Farbstoffs wird 1-Aminoanthrachinon in konzentrierter Schwefelsäure bromiert und das erhaltene 1-Amino-2,4-dibromanthrachinon in Gegenwart von Borsäure hydrolysiert.

## Verwendung
Disperse Violet 17 wird zum Färben von Polyester und Mischgewebe verwendet. Auch zum Färben von Celluloseacetat oder für den Transferdruck ist es geeignet.